# Дана (этика)
Дана (санскрит दान, кит. 布施 или 檀那) дословно означает подарок, пожертвование, подаяние, а также щедрость.

## Индуизм
Дана не ограничивается только самим даром и фактом дарения, но включает и щедрость как добродетель. Каждый подарок — дана, так и свадьба дочери (отдача её в семью мужа) является даной. Дана — важное моральное требование индуистской этики.

## Буддизм
В Тхераваде понимают дану как средство для преодоления жадности и эгоизма. В Тхераваде дана является одной из шести парамит. Обычно в списке парамит её приводят на первом месте — как в канонических сочинениях, так и в книгах буддологов: см., напр., сб. Стержень жизни, М. 1997, содержащий как канонические буддийские писания, так и работы современных буддологов, включая Сутта-нипату (перевод с пали), перевод с санскрита Самадхираджа сутры, раздел «Кто есть кто в буддизме» и др., стр. 251.
В Махаяне дана одна из десяти парамит.